# Banda Black Rio
Banda Black Rio fue una banda brasileña de jazz funk y jazz fusion formada en 1976 y disuelta en 1980. En 1999 se formó otra banda con el mismo nombre liderada por William Magalhães, el hijo de Oberdan Magalhães, fundador de la banda original.  

## Trayectoria
Oberdan Magalhães había comenzado sus estudios de saxofón con 15 años, influido tanto por estrellas de la samba como Pixinguinha o Cartola como por estrellas internacionales del jazz y del soul como Coleman Hawkins y Stevie Wonder. Tras formar su primera banda Impacto 8, se une al pianista Dom Salvador y  a su grupo Abolica, donde coincide con algunos de los futuros miembros de Banda Black Rio como el trompetista José Carlos Barroso o el trombonista Lucio Jose. Con ellos y con el baterista Paulinho Black, el arreglista Claudio Stevenson y el bajista Jamil Joanes crea la formación original de la banda en 1976, a petición de Warner, un sello que se acababa de establecer en Brasil y que encargó a Magalhães la formación de una nueva banda.
Por aquella época, en Río de Janeiro existía un movimiento conocido como Black Power, Soul Power o Black Rio que estaba relacionado con la samba pero que no se restringía únicamente al ámbito musical. El movimiento tenía su origen en la zona norte de la ciudad, la zona de las favelas y las escolas de samba que aparecían en el Carnaval de Río. Los miembros del movimiento, casi todos de raza negra, se reunían para bailar, pero también para compartir sus inquietudes políticas y sociales; influidos por el movimiento de los derechos civiles estadounidense, los miembros del movimiento trataban de interpretar y aplicar sus logros a su contexto. Fue en este entorno donde nació Banda Black Rio. Su primer disco, el instrumental Maria Fumaca fue publicado en 1976, seguido de Gafieira Universal (1978) y Saci Perere (1980), todos grabados con una formación variable. Durante este período la banda también trabajó para otros artistas, como Caetano Veloso, Raul Seixas y Luiz Melodia, tres de las más importantes figuras del MPB de todos los tiempos. La banda comienza la década de 1980 disfrutando del éxito cosechado por sus tres álbumes y efectuando conciertos por todo el país, pero en 1984 Oberdan Magalhães fallece en accidente de tráfico, lo que precipita el fin de la banda.
En 1999 el hijo de Magalhães, William -un pianista, arreglista y productor que había trabajado para Gilberto Gil o Gal Costa- decide retomar el proyecto. La idea de intentar reunir a los miembros originales de la banda ya se le había ocurrido en 1989, cuando se había dado cuenta del prestigio que aún gozaba la antigua banda de su padre, pero cuando finalmente la llevó a la práctica se encontró con que ninguno de los miembros originales aceptó su proposición. Con la ayuda de Lucio Silva, uno de los antiguos miembros del grupo, Magalhães consiguió reunir a un grupo de jóvenes músicos que bautiza bajo el nombre de Banda Black Rio y con los que edita en 2001 Movimento, un álbum que sería publicado un año más tarde en Europa con el título Rebirth.

## Estilo y valoración
Comparados a menudo con grandes bandas estadounidenses de soul-funk como Kool & The Gang, Earth Wind & Fire o The Headhunters, la música de Banda Black Rio es una fusión de géneros que integra elementos del rhythm & blues junto con las variantes más bailables de la gafieira, la samba o el jazz. Uno de los más importantes nombre de la historia musical de su país, la banda fue pionera en la fusión de la samba con la música soul, al tiempo que lideraba el Movimento Black Rio junto a Tim Maia o Toni Tornado, con quienes revolucionó la escena musical de su país, con especial incidencia en Río de Janeiro. En el ámbito europeo, la banda disfrutó de un gran éxito en las pistas de baile inglesas a finales de la década de

## Discografía
- 1976 - Maria Fumaça
- 1978 - Gafieira Universal
- 1980 - Saci Pererê
- 1999 - Best of Banda Black Rio (álbum recopilatorio)
- 2001 - Movimiento, álbum editado por la nueva formación publicado como Rebirth en 2003)

### Con otros artistas
- 1977 - O Dia em que a Terra Parou (con Raul Seixas)
- 1978 - Bicho Baile Show (con Caetano Veloso)
- 1978 - Tim Maia Disco Club (con Tim Maia)